# Том Ґлінн-Карні
Том Ґлінн-Карні (англ. Tom Glynn-Carney, нар. 7 лютого 1995, Лондон, Англія, Сполучене Королівство) — англійський актор театру та кіно, найбільш відомий за ролями Пітера у фільмі Крістофера Нолана «Дюнкерк» та Ейгона ІІ у серіалі «Дім дракона». Том також є вокалістом у інді-гурті Sleep Walking Animals.

## Життєпис

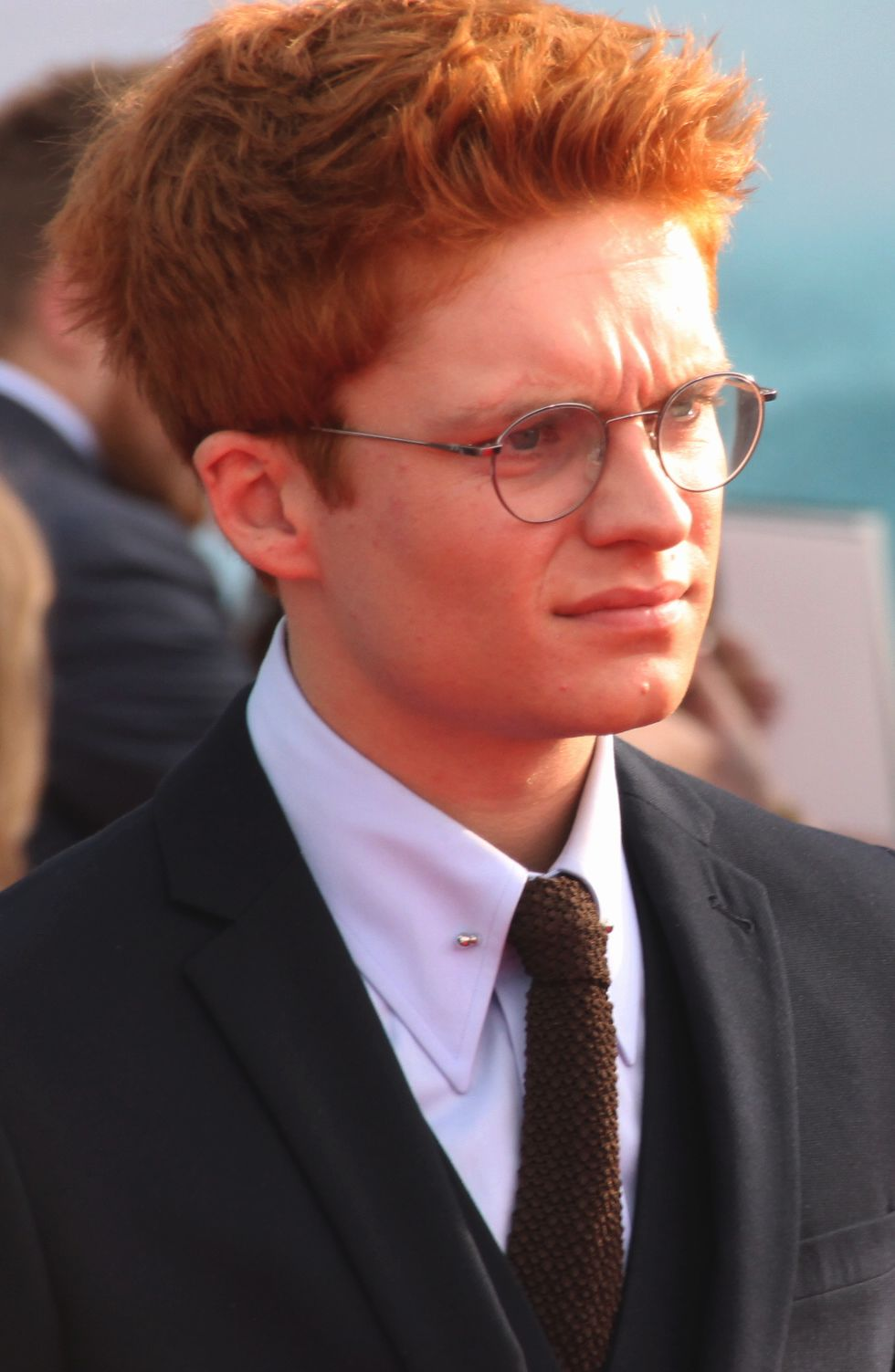
Ґлінн-Карні 2017 року під час прем'єри фільму Дюнкерк у Франції

Том народився у Лондоні. Вивчав акторську майстерність у Ґілдголській школі музики та театру. Під час навчання брав участь у професійних постановках «Пітер Пен» та «Макбет».
Перший досвід телезйомок Том отримав у 2013 році на знімальному майданчику медичного телесеріалу «Нещасний випадок», який виходить на BBC з 1986 року.
Починаючи з травня 2017 Ґлінн-Карні грає роль Шейна Коркорана у п'єсі Джеза Баттерворта «Поромник».
У липні 2017 року вийшов перший повнометражний фільм за його участі — військова драма «Дюнкерк» режисера Крістофера Нолана. Том виконав роль Пітера — сина капітана цивільного човна, що вийшов на порятунок англійських бійців із оточення у Дюнкерку.

## Творчий доробок

### Кіно
| Рік  |    | Українська назва | Оригінальна назва    | Роль             |
| ---- | -- | ---------------- | -------------------- | ---------------- |
| 2017 | ф  | Дюнкерк          | Dunkirk              | Пітер            |
| 2018 | тф | Робити гроші     | Doing Money          | Шон              |
| 2019 | ф  | Толкін           | Tolkien              | Крістофер Вайзме |
| 2019 | ф  | Король           | The King             | Генрі Персі      |
| 2019 | ф  |                  | Rialto               | Джей             |
| 2019 | кф |                  | Stilts               | Рейф             |
| 2023 | ф  | Книга Кларенса   | The Book of Clarence | Децімус          |

### Серіали
| Рік       |   | Українська назва | Оригінальна назва   | Роль                          |
| --------- | - | ---------------- | ------------------- | ----------------------------- |
| 2013      | с | Нещасний випадок | Casualty            | Джордж Торне (2 епізоди)      |
| 2017      | с | Останній пост    | The Last Post       | Тоні Армстронг (6 епізодів)   |
| 2021      | с | Доміна           | Domina              | юний Гай (2 епізоди)          |
| 2022—2024 | с | Дім Дракона      | House of the Dragon | Ейгон Таргарієн (10 епізодів) |
| 2024      | с |                  | The Jetty           | Малакі (4 епізоди)            |

### Театр
| Рік  | Театр                       | П'єса    | Роль          |
| ---- | --------------------------- | -------- | ------------- |
| 2017 | Театр Королівський двір     | Поромник | Шейн Коркоран |
| 2018 | Театр Бернарда Б. Джейкобса | Поромник | Шейн Коркоран |

## Нагороди і номінації
| Рік  | Нагорода                        | Категорія                            | Робота            | Результат | Прим. |
| ---- | ------------------------------- | ------------------------------------ | ----------------- | --------- | ----- |
| 2017 | Evening Standard Theatre Awards | Emerging Talent Award                | Поромник          | Перемога  | [ 6 ] |
| 2018 | Screen International            | Stars of Tomorrow                    | Stars of Tomorrow | Перемога  | [ 7 ] |
| 2019 | Drama Desk Award                | Outstanding Featured Actor in a Play | Поромник          | Перемога  | [ 8 ] |